# Giulia Giovannelli
Giulia Giovanelli (Urbino, 13 novembre 1904 – San Benedetto del Tronto, 27 gennaio 1982) è stata una scrittrice e poetessa italiana.
Dal 1931 è col marito Enrico Liburdi a San Benedetto, dove insegna nelle scuole elementari. È insignita della medaglia d'oro della Pubblica Istruzione.
Collabora a riviste letterarie e periodici locali come Nuova Aurora, Verde Riviera, La Vedetta, Kursaal. Vince parecchi premi letterari come il Leopardi (1959), il Gradara (1969/71), il premio nazionale Marche (1970), il premio Le Mole (1971), il premio nazionale San Valentino (1973), il Casentino (1979 e 1982).

## Opere
- Alla ricerca della befana: fiaba scenica in 2 parti e 6 episodi, Urbania, 1936;
- Memorie di scuola: una scolaretta (Anna Maria Pierini Leonardi), Urbania, 1947;
- i versi di Donne e Castelli di Montefeltro, San Benedetto del Tronto, 1952;
- Garibaldi. L'eroe dei due mondi, Brescia, 1953;
- Garibaldi, Brescia, 1961;
- Leggende polacche, Milano, 1963;
- Racconti della terra e del mare, Firenze, 1969.